# Hirschhornsalz

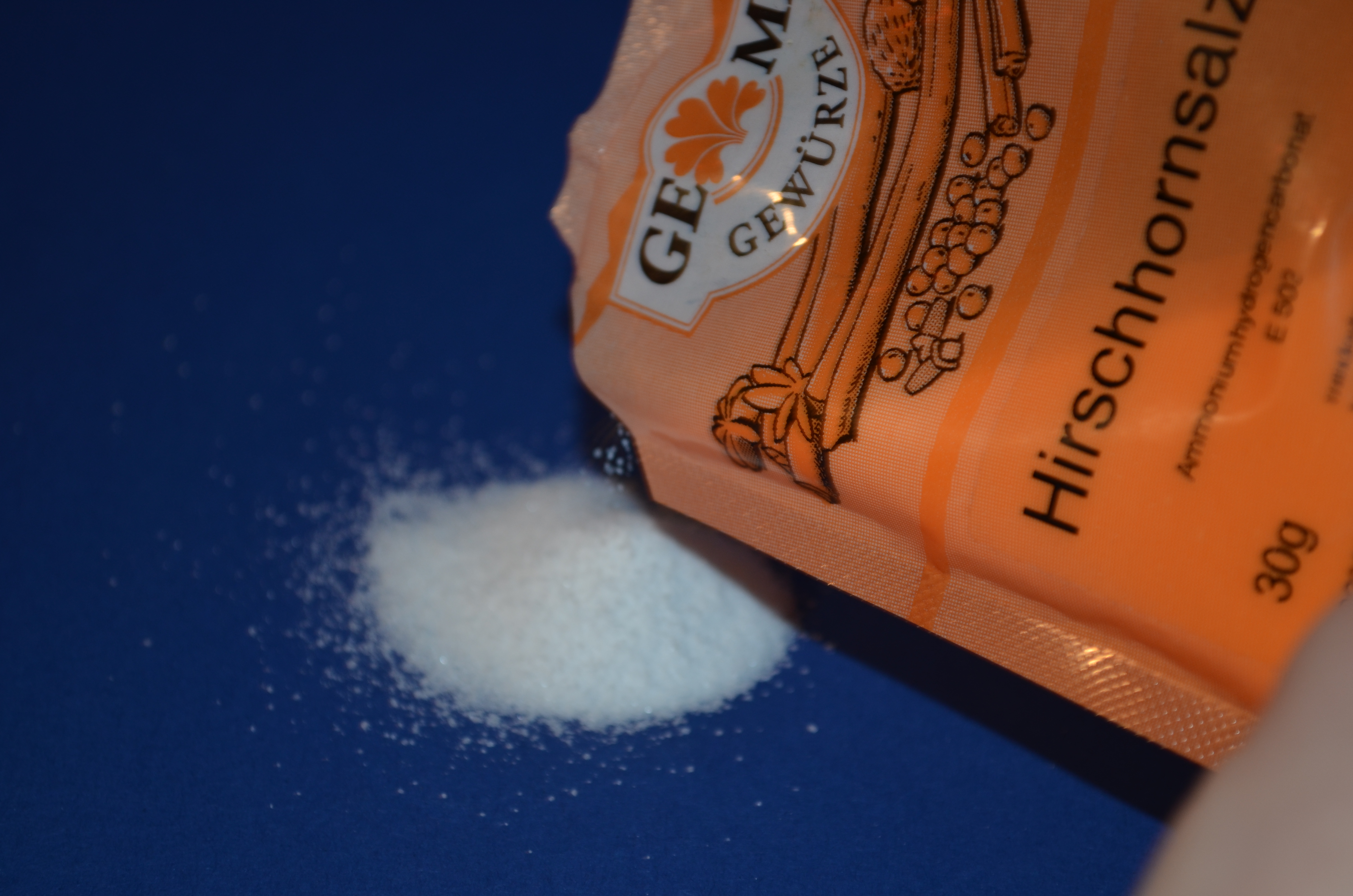
Hirschhornsalz

Hirschhornsalz (E 503) ist ein Backtriebmittel und besteht hauptsächlich aus Ammoniumhydrogencarbonat NH4HCO3 neben Ammoniumcarbonat (NH4)2CO3 und etwas Ammoniumcarbamat H2NCOONH4.
In reiner Form wird dieses Salz auch als ABC-Trieb bezeichnet, abgeleitet vom alten pharmazeutischen Namen des Hauptbestandteils Ammonium-bi-carbonat (Ammoniumhydrogencarbonat).

## Geschichte
Hirschhornsalz wurde ursprünglich durch trockene Destillation von geraspeltem „Hirschhorn“ gewonnen, woher auch der Name stammt. Das Geweih („Gehörn“) der Hirsche besteht überwiegend nicht aus Horn, sondern aus Knochen. Später wurde Hirschhornsalz auch aus anderen stickstoffhaltigen Teilen von Tieren gewonnen: aus Hörnern, Hufen, Klauen und Leder.
Früher wurde es außer als Backtriebmittel auch als mildes Riechsalz verwendet, vor allem in parfümierten Varianten.

## Eigenschaften und Verwendung
Beim Erhitzen zerfallen alle Bestandteile in Kohlenstoffdioxid, Ammoniak und teilweise Wasser.
{\displaystyle \mathrm {\ NH_{4}HCO_{3}\longrightarrow \ NH_{3}+CO_{2}+H_{2}O} }
{\displaystyle \mathrm {\ H_{2}N{-}C({=}O){-}ONH_{4}\longrightarrow \ 2\ NH_{3}+CO_{2}} }
Hirschhornsalz dient zur Lockerung von flachen Gebäcken, wie Mürbeteig, Spekulatius, Springerle, Amerikaner, Hirschhornkuchen oder auch für Lebkuchen und Printen.
Hirschhornsalz ist nicht geeignet für Hochgebäck (z. B. hohen Kuchen), da Ammoniak zurückgehalten werden würde, was Geschmack und Farbe beeinträchtigen kann. Flachen Kuchen kann man damit zubereiten, er ist dann sehr lange haltbar.
Hirschhornsalz unterscheidet sich vom Backpulver unter anderem durch das Fehlen saurer Bestandteile. Hirschhornsalz sollte kühl und trocken und getrennt (oder gut verschlossen) von anderen Backhilfsmitteln (zum Beispiel Vanillinzucker) aufbewahrt werden, da sonst eine Beeinträchtigung durch freigesetztes Ammoniak stattfindet. Das Salz riecht schwach nach Ammoniak und schmeckt ähnlich wie Salmiak.
Es wird auch zur Herstellung von Künstlerfarben (Kasein-Tempera) verwendet.

## Sicherheitshinweise
Hirschhornsalz ist bei unmittelbarem Verzehr gesundheitsschädlich. Durch Erhitzen wird das Ammoniak weitgehend ausgetrieben. In der Weihnachtsbäckerei findet es für flaches Gebäck (Kekse) Verwendung. Beim Backen mit Hirschhornsalz ist die Entstehung von Acrylamid besonders begünstigt. Viele Bäckereien setzen daher Natron als alternatives Backtriebmittel ein.
Ammoniumcarbonate sind in der EU als Lebensmittelzusatzstoff der Nummer E 503 ohne Höchstmengenbeschränkung (quantum satis) für Lebensmittel allgemein zugelassen.